# 雨上がりのやまとナゼ?しこ
『女と男のギャップ発見バラエティー 雨上がりのやまとナゼ?しこ』（おんなおとこのギャップはっけんバラエティー あめあがりのやまとナゼしこ）は、一部のテレビ朝日系列局ほかで放送されていた朝日放送（ABCテレビ）制作のトークバラエティ番組である。制作局の朝日放送では、2011年11月1日から2015年12月22日まで『ナイトinナイト』火曜日枠として放送。雨上がり決死隊の冠番組。

## 概要
2011年8月9日23:47 - 24:47に特別番組『男と女のミステリー!やまと“ナゼ?”しこ』として放送された。その後、『ナイトinナイト』月曜日で長年放送されてきた『クイズ!紳助くん』の後継番組としてレギュラー放送を開始。
本番組は、日常に潜む女性と男性のギャップを紐解く知的バラエティー。女性や男性にまつわる、あらゆる時事ネタから「ナゼ?」を女性陣（ナゼしこ）と男性陣（ナゼントルマン）による討論形式でトークを展開する。
2016年1月5日より同時間帯で雨上がり決死隊が司会を務める『雨上がりの「Aさんの話」〜事情通に聞きました!〜』を開始することが決まったため、本番組は2015年12月22日をもって終了した。

## 出演

### 司会
- 雨上がり決死隊（宮迫博之・蛍原徹）

### アナウンサー
- 加藤明子（ABCアナウンサー）
  - 番組開始から2013年3月27日放送分まで出演。2012年9月の放送では、自身の結婚を発表していた。結婚後は折に触れて当番組で新婚生活の話題を出していたが、第1子の懐妊を機に、2013年5月から産休に入るため降板。
- 角野友紀（当時ABCアナウンサー）
  - 2013年4月2日（ABCテレビ放送分）から2015年3月31日（ABCテレビ放送分）まで出演。
- ヒロド歩美（ABCアナウンサー）※2015年4月7日（ABCテレビ放送分）から放送終了まで出演。

### レギュラー
- 未知やすえ
- ケンドーコバヤシ
- 海原やすよ・ともこ（隔週）
- アジアン・馬場園梓、友近（隔週）

### レポーター
1組が出演し、スタジオにも登場する
- 天竺鼠
- かまいたち
- モンスターエンジン
- スマイル

### VTR出演
- 杉森大祐（アダオ役)
- 中村葵（イヴコ役）

### ナレーション
- 中村郁

## 放送終了時のスタッフ
- 構成：渡邉仁、折原麻理、安田昌子、米井敬人、広瀬史幸（米井と広瀬はコーナー構成担当だったが、現在は構成）
- ブレーン：多田奈々、濱野彰子
- SW：川本龍文・楠本由希子（2人共ABC、川本→以前はVE、楠本→VEと兼務、※週替り）
- CAM：手塚西都子・長野允耶（2人共ABC）
- VE：村越順司・丸尾恵介（2人共ABC）
- LD：道本啓介（ABC）
- AUD：西森大記、牛越大輔
- EED：山村哲士、野﨑隼人、今西政之、澤田全起
- MA：新谷明比古、河原夕子
- 美術：奧井優佑（ABC）
- キャラクター：福岡陽子
- CG：竹内淳
- 番組宣伝：野嵜喜美子（ABC）
- デスク：楠本芳子（ABC）
- 美術協力：つむら工芸、まいど、クラフト、デンコー、高津商会、思巧堂、ビーム、東京衣裳、京阪商会、教映社、ジー・マックス、シュプール
- 技術協力：アイネックス、戯音工房、ハートス
- 協力：バックアップメディア、パブリック・イメージ、ユーロック、パワーステーション、バックドロップ、ディーレック、ビーオネスト、関西東通
- AD：髙木伸也、中村光（ディレクターと兼務）
- ディレクター：桒山哲治、髙木伸也、朝日源、中村光（以上ABC）、加藤伸一（BACK-UP）、高谷泰司（ユーロック）、竹原岳志（パブリック・イメージ）、能嶋幸一（バックドロップ）、杉浦圭太（D-REC）、京師直樹（パワーステーション）
- チーフディレクター：小城修哉（ABC）
- プロデューサー：柴田聡（ABC）、佐野篤（よしもとクリエイティブ・エージェンシー）
- 制作協力：吉本興業
- 制作・著作：ABC（朝日放送）

### 過去のスタッフ
- ブレーン：竹園明子
- SW：勝間敦（ABC）
- CAM：栢分祐二・横山博昭（ABC）
- LD：葛原宏一（ABC）
- AUD：坂本宗之・清水俊孝（ABC）
- EED：中山裕、市川淳也、野崎隼人
- 番組宣伝：佐藤有（ABC）
- チーフディレクター：佐々木匡哉（ABC）
- ディレクター：山田拓（ABC）
- プロデューサー：近藤真広（ABC）、田井中皓介・田尻麻衣・小林真末子（3人共よしもとクリエイティブ・エージェンシー）

## ネット局

### 特番時代
| 放送対象地域   | 放送局                   | 系列           | 放送日時                                |
| -------------- | ------------------------ | -------------- | --------------------------------------- |
| 近畿広域圏     | 朝日放送（ABC）          | テレビ朝日系列 | 2011年8月9日23:47 - 翌0:47              |
| 香川県・岡山県 | 瀬戸内海放送（KSB）      | テレビ朝日系列 | 2011年8月24日0:20 - 1:20（23日深夜）    |
| 宮城県         | 東日本放送（KHB）        | テレビ朝日系列 | 2011年8月24日0:56 - 1:51（23日深夜）    |
| 新潟県         | 新潟テレビ21（UX）       | テレビ朝日系列 | 2011年8月25日0:20 - 1:20（24日深夜）    |
| 愛媛県         | 愛媛朝日テレビ（eat）    | テレビ朝日系列 | 2011年8月25日0:20 - 1:20（24日深夜）    |
| 中京広域圏     | メ～テレ（NBN）          | テレビ朝日系列 | 2011年8月25日0:55 - 1:55（24日深夜）    |
| 福島県         | 福島放送（KFB）          | テレビ朝日系列 | 2011年8月31日0:20 - 1:20（30日深夜）    |
| 秋田県         | 秋田朝日放送（AAB）      | テレビ朝日系列 | 2011年9月2日1:15 - 2:10（1日深夜）      |
| 青森県         | 青森朝日放送（ABA）      | テレビ朝日系列 | 2011年9月6日0:20 - 1:15（5日深夜）      |
| 静岡県         | 静岡朝日テレビ（SATV）   | テレビ朝日系列 | 2011年9月18日0:30 - 1:30（17日深夜）    |
| 山形県         | 山形テレビ（YTS）        | テレビ朝日系列 | 2011年9月18日15:30 - 16:25              |
| 鳥取県・島根県 | 日本海テレビ（NKT）      | 日本テレビ系列 | 2011年9月23日0:43 - 1:43（22日深夜）    |
| 広島県         | 広島ホームテレビ（HOME） | テレビ朝日系列 | 2011年9月24日1:20 - 2:20（23日深夜）    |
| 沖縄県         | 琉球朝日放送（QAB）      | テレビ朝日系列 | 2011年9月24日14:00 - 14:55              |
| 山口県         | 山口朝日放送（yab）      | テレビ朝日系列 | 2011年9月27日0:15 - 1:10（26日深夜）    |
| 長野県         | 長野朝日放送（abn）      | テレビ朝日系列 | 2011年10月1日0:10 - 1:10（9月30日深夜） |
| 長崎県         | 長崎文化放送（NCC）      | テレビ朝日系列 | 2011年10月7日23:15 - 翌0:15             |
| 岩手県         | 岩手朝日テレビ（IAT）    | テレビ朝日系列 | 2011年11月6日14:55 - 16:00              |

### レギュラー放送
| 放送対象地域   | 放送局              | 系列           | 放送曜日及び放送時間         | 放送日の遅れ | 放送開始日     |
| -------------- | ------------------- | -------------- | ---------------------------- | ------------ | -------------- |
| 近畿広域圏     | 朝日放送（ABC）     | テレビ朝日系列 | 火曜 23:17 - 翌0:17          | ---          | 2011年11月1日  |
| 香川県・岡山県 | 瀬戸内海放送（KSB） | テレビ朝日系列 | 水曜 0:55 - 1:55（火曜深夜） | 7日遅れ      | 2011年11月9日  |
| 山形県         | 山形テレビ（YTS）   | テレビ朝日系列 | 日曜 16:30 - 17:25           | 12日遅れ     | 2011年11月13日 |
| 中京広域圏     | メ～テレ（NBN）     | テレビ朝日系列 | 火曜 0:55 - 1:55（月曜深夜） | 48日遅れ     | 2011年11月15日 |
| 石川県         | 北陸朝日放送（HAB） | テレビ朝日系列 | 水曜 0:20 - 1:25（火曜深夜） | 14日遅れ     | 2011年11月16日 |
| 福島県         | 福島放送（KFB）     | テレビ朝日系列 | 土曜 16:00 - 17:00           | 32日遅れ     | 2012年4月7日   |
| 長崎県         | 長崎文化放送（NCC） | テレビ朝日系列 | 日曜 0:45 - 1:45（土曜深夜） | 不明         | 不明           |
| 新潟県         | 新潟テレビ21（UX）  | テレビ朝日系列 | 日曜 0:45 - 1:45（土曜深夜） | 151日遅れ    | 2014年3月2日   |
| 山口県         | 山口朝日放送（yab） | テレビ朝日系列 | 日曜 0:45 - 1:45（土曜深夜） | 32日遅れ     | 2012年1月17日  |

### 不定期放送
| 放送対象地域   | 放送局                   | 系列           | 放送日 |
| -------------- | ------------------------ | -------------- | --- |
| 青森県         | 青森朝日放送（ABA）      | テレビ朝日系列 | 2011年12月17日 12:00 - 12:55 2014年10月以降は木曜夕方に放送する日が増えたほか、2015年4月から2016年2月2日にかけては火曜0:15-1:10（月曜深夜）にレギュラー放送されていた。                                          |
| 岩手県         | 岩手朝日テレビ（IAT）    | テレビ朝日系列 | 2011年12月28日 23:20 - 翌0:15 2013年6月21日 23:15 - 翌0:15 |
| 静岡県         | 静岡朝日テレビ（SATV）   | テレビ朝日系列 | 2011年12月18日・2012年4月22日 1:00 - 2:00 2011年12月25日 1:00 - 1:55 2012年1月8日 0:45 - 1:40 2012年1月15日・1月22日・5月6日・5月13日・5月27日 0:30 - 1:25 2012年4月29日 0:30 - 1:30、 2012年5月20日 0:50 - 1:45 |
| 広島県         | 広島ホームテレビ（HOME） | テレビ朝日系列 | 2011年11月26日 - 12月17日及び2012年1月14日以降2月までの 土曜16:00 - 16:55 |
| 愛媛県         | 愛媛朝日テレビ（eat）    | テレビ朝日系列 | 2012年4月28日・4月29日・5月5日・5月6日 12:00 - 12:55 |
| 福岡県         | 九州朝日放送（KBC）      | テレビ朝日系列 | 2012年2月24日 10:40 - 11:35 |
| 大分県         | 大分朝日放送（OAB）      | テレビ朝日系列 | 2013年3月23日 14:55 - 15:55 |
| 山梨県         | テレビ山梨（UTY）        | TBS系列        | 2012年4月27日 0:30 - 1:25 |
| 宮崎県         | 宮崎放送（MRT）          | TBS系列        | 2012年1月23日 23:55 - 翌0:55 |
| 鳥取県・島根県 | 山陰中央テレビ（TSK）    | フジテレビ系列 | 2013年8月2日 0:40 - 1:35 |
| 東京都         | TOKYO MX（MX）           | 独立局         | 2012年3月の月曜22:00 - 22:55 2012年8月4日・2013年3月23日 17:00 - 17:55 |
| 埼玉県         | テレ玉（TVS）            | 独立局         | 2013年3月25日 20:00 - 20:55 |

### 過去のネット局
| 放送対象地域 | 放送局              | 系列           | 放送時間                     | 放送期間                       | 遅れ日数 |
| ------------ | ------------------- | -------------- | ---------------------------- | ------------------------------ | -------- |
| 宮城県       | 東日本放送（KHB）   | テレビ朝日系列 | 日曜 0:45 - 1:45（土曜深夜） | 2012年4月15日 - 2013年4月21日  | 32日遅れ |
| 北海道       | 北海道テレビ（HTB） | テレビ朝日系列 | 土曜 0:50 - 1:50（金曜深夜） | 2013年4月6日 - 2013年9月21日   | 10日遅れ |
| 沖縄県       | 琉球朝日放送（QAB） | テレビ朝日系列 | 土曜 16:00 - 16:55           | 2011年11月26日 - 2013年9月28日 | 25日遅れ |